# Francis Seymour (1er baron Seymour de Trowbridge)
Francis Seymour, 1er baron Seymour de Trowbridge (c. 1590 – 12 juillet 1664), du château de Marlborough et Savernake Parc dans le Wiltshire, est un homme politique anglais, qui siège à la Chambre des Communes à divers moments entre 1621 et 1641, lorsqu'il est élevé à la pairie en tant que baron Seymour de Trowbridge. Il soutient la cause royaliste au cours de la Guerre Civile anglaise.

## Origines
Seymour est le troisième fils de Edward Seymour, Lord Beauchamp (mort en 1612), fils aîné et héritier présomptif de Edward Seymour (1er comte d'Hertford) (1539-1621) (fils de Edward Seymour (1er duc de Somerset), Lord Protecteur d'Angleterre) et de son épouse Honora Rogers, fille de Richard Rogers de Bryanstone, dans le Dorset.
Son frère aîné William Seymour (2e duc de Somerset) (1587-1660), également un royaliste pendant la Guerre Civile, est créé Marquis d'Hertford en 1640 par le roi Charles Ier et à la Restauration de la Monarchie en 1660, est rétabli dans le duché de Somerset et la baronnie de Seymour, confisqués à leur arrière-grand-père, le premier duc, et il devient le 2e duc de Somerset.

## Carrière
En juin 1611, il est accusé de complicité dans l'évasion de son frère William Seymour et sa femme Arabella Stuart, mais proteste de son innocence. Il est anobli par le roi Jacques Ier à Royston, le 23 octobre 1613. En 1612, son grand-père lui donne le manoir de "Puriton avec Downend" dans le Somerset, autrefois l'un des nombreux biens de son grand-père le 1er duc de Somerset.

## Carrière parlementaire
En 1621, Seymour est élu député pour le comté du Wiltshire. En mai, il propose que les sanctions infligées à Edward Floyd soient plus sévères. Il est élu député de Marlborough en 1624. Dans ce parlement, il travaille pour provoquer une guerre avec l'Espagne, mais proteste contre des opérations militaires en Europe continentale et s'oppose à l'envoi d'une armée dans le Palatinat. En 1625, il est de nouveau élu député de Wiltshire. Il rejette les ouvertures du duc de Buckingham, et en juillet, il refuse de se joindre à l'attaque sur le Seigneur-Gardien Williams. En août, il attaque le gouvernement pour avoir mené une guerre continentale, protestant contre les spéculations à la cour. Il est réélu pour le nouveau parlement convoqué en février 1626, mais est fait shérif du Wiltshire, pour l'empêcher de venir en séance. Dans le mois de juillet suivant, son nom est rayé de la commission de la paix. Dès lors Seymour adhère à la politique de modération de Wentworth. En 1628, il est élu député pour le Wiltshire et Marlborough, et choisit de siéger pour le Wiltshire. Le 29 avril, il rejoint Noy et Digges quand ils essayent de modifier aux Communes le projet de Loi de Libertés, et pris en charge le projet d'Habeas corpus de Wentworth.
En mai 1639, Seymour refuse de payer le navire d'argent, et au mois de mars suivant, il est élu sans opposition député de Wiltshire au Court Parlement. Dans ce parlement, il parle avec force contre l'octroi de subsides au roi avant d'avoir obtenu satisfaction sur leurs griefs. En novembre 1640, il est élu député de Marlborough pour le Long Parlement. Il commence bientôt à s'éloigner du parti populaire, et le 19 février 1641, il est créé baron Seymour de Trowbridge, Wiltshire, un an après que son frère aîné ait été créé Marquis d'Hertford. Dans la Chambre des Lords, il vote contre la déchéance des droits de Thomas Wentworth (1593-1641), bien que la partie adverse ait nié sa compétence à voter, car il n'est pas pair lorsque les accusations ont été lancées.

## La Guerre Civile
En juin 1642, Seymour signe la déclaration selon laquelle le roi n'a pas l'intention de faire la guerre. Il suit le roi à York, offrant de lever une vingtaine de cavaliers pour sa cause. Le Parlement le déclare hors la loi. À l'automne 1642, il va avec son frère, le marquis d'Hertford, à West Country pour organiser les forces royalistes et réprimer les milices parlementaires. Il traverse le canal de Bristol de Minehead à Glamorgan en septembre. En décembre 1643, il signe la lettre des pairs, pour protester contre l'invitation envoyée par le parlement écossais à envahir l'Angleterre. Début 1645, il est membre de la commission de la défense du gouvernement d'Oxford et des comtés voisins. En février, il est l'un des commissaires nommés pour traiter à Uxbridge, et en mai, il est nommé Chancelier du duché de Lancastre. Il est à Oxford quand il se rend le 22 juin. Il est admis à la composition et son amende a été fixée à 3,725 £. Il assiste à un conseil d'Hampton Court, le 7 octobre 1647, mais ne prend pas part à la politique du Commonwealth et du Protectorat.
Après la Restauration de la Monarchie, Seymour est re-nommé chancelier du duché de Lancastre, servant de 1660 jusqu'en 1664.

## Mariages et enfants
Seymour se marie deux fois :
- En 1620 à France Prinne (morte avant 1635), fille de Gilbert Prinne de Allington, Wiltshire, avec qui il a des enfants :
  - Charles Seymour, 2e baron Seymour de Trowbridge
  - Frances Seymour, qui épouse William Ducie.
- En 1635, il épouse Catherine Lee (morte en 1701), fille de Robert Lee et de son épouse Anne Lowe de Billesley, Warwickshire.

Seymour est mort en 1664, à l'âge de 74 ans, et est enterré dans le chœur de l'église de Great Bedwyn, siège ancestral de la famille à Wulfhall, propriété de son frère.